# Цене, Аттила
Атти́ла Це́не (венг. Czene Attila, р. 20 июня 1974 года) — венгерский спортсмен, пловец, специалист в комплексном плавании. Олимпийский чемпион, призёр чемпионатов Европы.
Аттила Цене родился 20 июня 1974 года в Сегеде. На Олимпийских играх дебютировал в в Барселоне в 1992 году, где завоевал бронзу на дистанции 200 метров комплексным плаванием, уступив своему соотечественнику Тамашу Дарньи и американцу Грегори Бёрджессу.
Четырьмя годами позже на Играх в Атланте 1996 года Цене выиграл эту дистанцию с результатом 1.59,91. Золотая медаль в этом виде программы досталась венгерскому спортсмену на третьей Олимпиаде подряд (две предыдущие выигрывал Дарньи). Цене плыл заключительный этап кролем в финале в составе венгерской комбинированной эстафеты, занявшей шестое место.
На Олимпиаде в Сиднее 2000 года Цене вновь вышел на старт 200-метровки комплексом, однако остался лишь четвёртым.
Кроме двух олимпийских медалей на счету спортсмена три серебряные медали европейских первенств — в 1993 году в Шеффилде и в 1995 году в Вене он становился вторым на коронной комплексной 200-метровке; в Вене кроме этого он завоевал серебро в составе комбинированной эстафеты, проплыв заключительный этап.